# Coroico

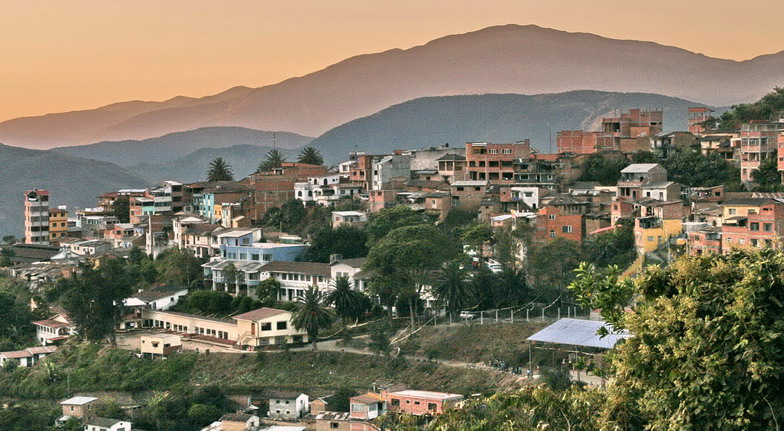
Coroico

Coroico är huvudstaden i den bolivianska provinsen Nor Yungas i departementet La Paz.